# 苞花蔓
苞花蔓（学名：Geophila herbacea），又名爱地草，为茜草科爱地草属下的一个种。其种加词“herbacea”意为“草本的”。多年生匍匐性草本。分布於中海拔熱帶地區。